# سوقورو هينو
سوقورو هينو (باليابانية: 日野 優) (29 يوليو 1982 في سويتا في اليابان – )؛ هو لاعب كرة قدم ياباني سابق كان يلعب كحارس مرمى.

## وصلات خارجية
- سوقورو هينو على موقع رابطة كرة القدم اليابانية للمحترفين (اليابانية)
- سوقورو هينو على موقع قاعدة بيانات كرة القدم.إي يو (الإنجليزية)
- سوقورو هينو على موقع Soccerway.com (الإنجليزية)
- سوقورو هينو على موقع عالم كرة القدم.نت (الإنجليزية)